# Yngve Holmberg
Yngve Holmberg, född 21 mars 1925 i Bromma församling, Stockholms stad, död 29 oktober 2011 i Gräddö i Rådmansö församling, Stockholms län, var en svensk politiker, riksdagsman och partiordförande för Högerpartiet/Moderaterna 1965–1970.

## Biografi
Holmberg blev juris kandidat vid Stockholms högskola 1951, genomförde tingstjänstgöring 1952–1954, var sekreterare vid riksdagshögerns kansli 1954–1955, borgarrådssekreterare och sekreterare vid Stockholms stads rätts- och polisdirektion 1955–1959, verkställande direktör vid Näringslivets byggnadsdelegation 1959–1961 samt blev partisekreterare för högerns riksorganisation 1961.
Holmberg blev riksdagsman 1962 och satt i såväl första kammaren som andra kammaren, samt i enkammarriksdagen. Under sin tid i första kammaren var han högerns gruppledare 1965–1968. Han var högerns partisekreterare 1961–1965 och blev partiledare 1965. Under Holmbergs tid som partiledare bytte högern 1969 namn till Moderata samlingspartiet.
Under Holmbergs tid som partiledare fortsatte Högerpartiet/Moderaterna den tillbakagång som inletts i början av 1960-talet. I valet 1968 fick partiet 13,8 procent av rösterna. I det följande riksdagsvalet år 1970, det första som moderata samlingspartiet gjorde under det nya partinamnet, fick partiet 11,5 procent av rösterna. Detta var inte bara en relativt kraftig tillbakagång sedan valet 1968 – en nedgång med 2,4 procentenheter – utan också partiets sämsta val genom tiderna, vilket ledde till en strid om partiledarposten, som Holmberg förlorade mot Gösta Bohman i november 1970.
Holmberg lämnade riksdagen 1972 och var därefter landshövding i Hallands län 1972–1977 och 1978 blev han generalkonsul i Houston i USA och var så tills konsulatet lades ned 1982.
Holmberg var son till redaktör Nils Holmberg och Ingeborg Holmberg, född Johansson. Han var 1952–1972 gift med bibliotekarie Inga Henriksson. Yngve Holmberg är begravd på Galärvarvskyrkogården i Stockholm.

## Utmärkelser
- Kommendör av första klass av Nordstjärneorden, 3 december 1974.[12]